# Rouxinol-do-mato-do-kalahari
Rouxinol-do-kalahari, rouxinol-do-calaári ou rouxinol-do-mato-do-kalahari (Cercotrichas paena) é uma espécie de ave da família Muscicapidae.
Pode ser encontrada nos seguintes países: Angola, Botswana, Namíbia, África do Sul e Zimbabwe.
Os seus habitats naturais são: matagal árido tropical ou subtropical.